# Museu Arqueològic d'Ontinyent i la Vall d'Albaida
El Museu Arqueològic d'Ontinyent i la Vall d'Albaida (en sigles, MAOVA) és un centre de conservació, gestió, investigació i divulgació del patrimoni arqueològic situat a la localitat valenciana d'Ontinyent. Es tracta d'un arxiu del llegat material dels diferents pobles i cultures històriques, especialment de les èpoques on els documents escrits són molt escassos o no se'n troben.

## Situació
El museu es troba al carrer del Regall, número 2, en ple centre històric d'Ontinyent, a escassos metres de l'edifici de l'Ajuntament. La porta principal es troba als peus de la torre del campanar de l'església de Santa Maria, la més alta de la ciutat, entre el nucli medieval del Barri de la Vila i el primer eixample urbà. A més hi ha un aparcament públic, el del Ravalet, que es troba molt a prop.

## L'edifici
L'edifici que ara ocupa el Museu va ser construït en dues fases, la primera entre 1574 i 1611, la del costat oriental, i la segona entre 1663 i 1692. L'edifici es va construir amb gruixudes parets de pedra i altes voltes de canó seguit, adossat a la muralla medieval, en un espai abans ocupat per cases. Per poder construir-lo, es va enderrocar parcialment la muralla, amb alguna torre. Així mateix, la part alta de la construcció correspon a edificis eclesiàstics (capella de la Puríssima i sagristia de l'església de l'Assumpció de Santa Maria) i la part baixa, ben delimitada de l'anterior des del seu origen i separada per gruixuts murs, ha tingut diversos usos al llarg de la història: almodí, local de comèdies i, a partir de 1876, per més d'un segle, jutjats comarcals i registre civil.

## El Museu
La creació oficial del Museu Arqueològic d'Ontinyent i la Vall d'Albaida per part de l'Ajuntament d'Ontinyent, es va fer realitat l'any 1992, tot i que ja estava en funcionament el Servei Arqueològic de la ciutat. Per Resolució de 5 d'octubre de 1994 (DOGV, 94/7005), de la Conselleria de Cultura de la Generalitat Valenciana, es va obtenir el reconeixement oficial com Museu, no obstant l'exposició permanent no va poder obrir les portes fins al 2003.

## Continguts
La majoria dels fons del MAOVA procedeixen de les prospeccions i excavacions arqueològiques del museu, dels dipòsits oficials de la Conselleria de Cultura i en molt menor grau, donacions i dipòsits de particulars.
El museu disposa d'una gran varietat d'objectes, bàsicament ceràmics i de pedra, però també metàl·lics, ossis, de vidre, etc., amb un ampli marc cronològic que abraça des de la fi del Paleolític fins a l'època moderna. Així mateix, l'equip professional està contínuament restaurant noves adquisicions.
A la planta baixa s'ubica la recepció i una àrea destinada a taller didàctic i audiovisual. A la planta primera hi ha la sala prehistòrica, el lapidari i la sala d'exposicions canviants. La planta segona, amb una única sala, es divideix en diversos àmbits: ibèric, romà, medieval andalusí, baix-medieval i modern. Totes les plantes estan unides per un ascensor, amb les barreres arquitectòniques accessibles.

## Serveis
El museu ofereix visites concertades, la reserva de visites guiades per a grups nombrosos o escolars s'ha de fer amb la suficient antelació per poder preparar la visita. Complementàriament, la biblioteca especialitzada, els arxius documentals, fotogràfics i el fons arqueològic del museu poden ser consultats per investigadors i estudiants en l'edifici de serveis interns, ubicat al carrer de la Llosa. També s'atenen els avisos sobre troballes causals, notícies de destruccions, nous jaciments o altres avisos relacionats amb el patrimoni arqueològic de l'àmbit d'actuació del museu.